# Mokcsa
Mokcsa (szlovákul: Mokča) Mokcsamogyorós településrésze Szlovákiában, a Kassai kerület Nagymihályi járásában.

## Fekvése
Nagykapostól 5 km-re északnyugatra, az Ung folyó bal oldalán fekszik.

## Története
Nevét – „Mokcha” írásmódban – 1330-ban említik először.
A 18. század végén, 1799-ben Vályi András így ír róla: „MORCSA. Magyar falu Ungvár Várm. földes Urai több Urak, lakosai katolikusok, és reformatusok fekszik Palóczhoz 3/4 órányira, határja jó, vagyonnyai jelesek.”
Fényes Elek 1851-ben kiadott geográfiai szótárában így ír a faluról: „Mokcsa, magyar falu, Ungh vmegyében, Palóczhoz 1 1/4 órányira: 37 rom., 50 g. kath., 248 reform., 51 zsidó lak., ref. anyatemplommal, jó határral, erdővel. F. u. Mokcsay, Haraszty. Ut. p. Ungvár.”
1910-ben 207-en, túlnyomórészt magyarok lakták. 1913-ban a szomszédos Kerész faluval Mokcsakerész néven egyesítették.

## Lásd még
- Mokcsakerész
- Kerész

## Külső hivatkozások
- Mokcsamogyorós hivatalos oldala
- Községinfó
- Mokcsamogyorós Szlovákia térképén
- E-obce.sk Archiválva 2007. március 19-i dátummal a Wayback Machine-ben